# Njurunda kyrka

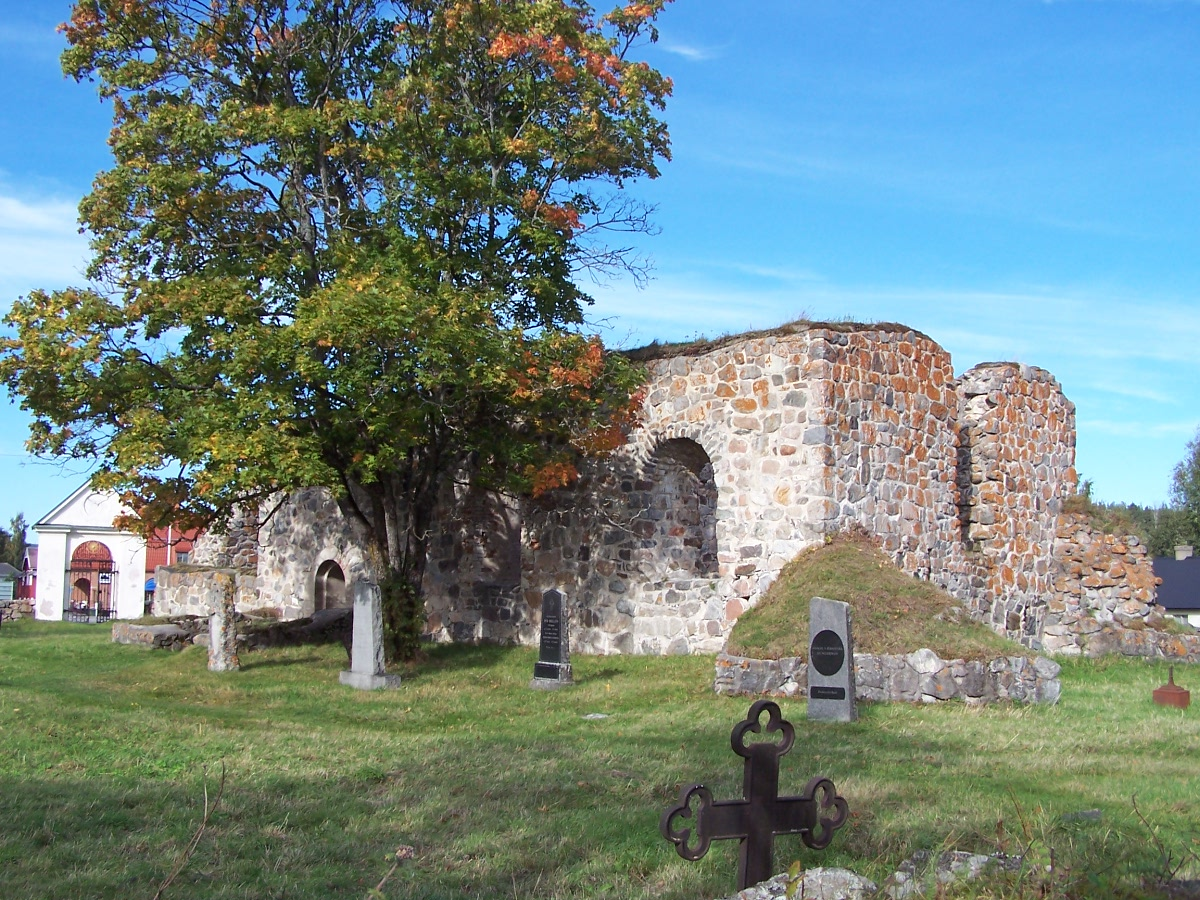
Njurunda kyrkoruin

Njurunda kyrka är en kyrkobyggnad invid gamla E4an kring 20 kilometer söder om Sundsvall. Den tillhör Njurunda församling i Härnösands stift.

## Tidigaste kyrkan
Församlingens äldsta gudstjänstlokal skall enligt traditionen ha varit ett litet oansenligt kapell beläget i Kvissle-Nolby-Prästbolet. Rester av grundmurarna finns kvar av denna byggnad som var sju meter lång och sex meter bred. Tidpunkten när kapellet ersattes av den medeltida stenkyrkan är dock okänd.

## Medeltida stenkyrkan
Medeltidskyrkan (62°16′13.63″N 17°22′19.12″Ö / 62.2704528°N 17.3719778°Ö), belägen strax söder om älven Ljungan, har en komplicerad byggnadshistoria. Den uppfördes troligen i mitten av 1200-talet och har genomgått flera olika byggnadsfaser.  Dock skonades kyrkan från rysshärjningarna. Men med tiden eroderade den intilliggande Ljungan bort delar av den terrass som kyrkan låg på, vilket var en orsak till att medeltidskyrkan ersattes med nuvarande kyrkobyggnad år 1862.
Den 18 juni 1870 slog blixten ned i den gamla medeltidskyrkan som eldhärjades. Man rev sedan taket av säkerhetsskäl och kyrkan fick förfalla. Än idag finns ruinen efter den gamla kyrkan kvar. 

## Nuvarande kyrka
Den nuvarande kyrkan ligger drygt en kilometer söder om den gamla medeltidskyrkan, och uppfördes 1862 under ledning av byggmästare J. Nordell efter ritningar av arkitekt Johan Fredrik Åbom. Den 13 april 1865 invigdes kyrkan av biskop Anders Fredrik Beckman.
Kyrkobyggnaden är en treskeppig basilika som består av ett stort rektangulärt långhus med ett flersidigt kor. Vid västra sidan finns kyrktornet.
1901 eldhärjades kyrkan och orgeln förstördes. Genomgripande restaureringar genomfördes under 1950-talet och 1990-talet.

## Inventarier
- Ett svårt skadat processionskrucifix är från 1400-talet.
- Njurundamadonnan tillkom någon gång mellan 1300-talet och 1500-talet.
- Fram till renoveringen på 1950-talet pryddes altaret av ett kors med svepduk. Numera står ett mindre silverkors på altaret.
- Från gamla kyrkan finns det så kallade Njurundaantependiet som består av tre kvadratiska tavlor med ramar av knut- och flätverk.
- I kyrkan finns ett astronomiskt urverk tillverkat under åren 1950 - 1960 av Leonard Larsson.

## Orgel
- 1902 byggde E. A. Setterquist & Son, Örebro en orgel med 22 stämmor med två manualer och särskild pedal. Förutom vanliga kopplen även variationsinställningar som organisten kunde förinställa färgskiftningar till ljudet för bestämda spelade stycken. Orgelns speciella utrustning var en av tre gjorda av firman i Sverige. Orgeln blev avsynad av kyrkans organist A. J. Wistrand 17 april 1902. Invigning skedde söndagen 27 april 1902.[3]
- Nuvarande orgel med 32 stämmor tillverkades av Hammarbergs Orgelbyggeri AB, Hovås, och invigdes 1971. Orgelfasaden är från 1862 och är ritad av arkitekt Johan Fredrik Åbom. Orgeln har följande disposition:[4]

| Man I. Huvudverk    | Man II. Svällverk   | Man III. Bröstverk | Pedal           | Koppel |
| ------------------- | ------------------- | ------------------ | --------------- | ------ |
| Principal 8'        | Flûte harmonique 8' | Gedackt 8'         | Subbas 16'      |        |
| Rörflöjt 8'         | Gamba 8'            | Koppelflöjt 4'     | Principalbas 8' |        |
| Oktava 4'           | Voix céleste 8'     | Principal 2'       | Gedacktbas 8'   |        |
| Flûte octaviante 4' | Oktava 4'           | Oktava 1'          | Pommer 4'       |        |
| Oktava 2'           | Täckflöjt 4'        | Terscymbel 2 chor  | Nachthorn 2'    |        |
| Mixtur 4 chor       | Nasard 2 2/3'       | Vox humana 8'      | Basun 16'       |        |
| Kornett 3 chor      | Waldflöjt 2'        | Tremulant          | Klarin 4'       |        |
| Trumpet 8'          | Ters 1 3/5'         |                    |                 |        |
|                     | Mixtur 5 chor       |                    |                 |        |
|                     | Fagott 16'          |                    |                 |        |
|                     | Skalmeja 8'         |                    |                 |        |
|                     | Tremulant           |                    |                 |        |

## Omgivning

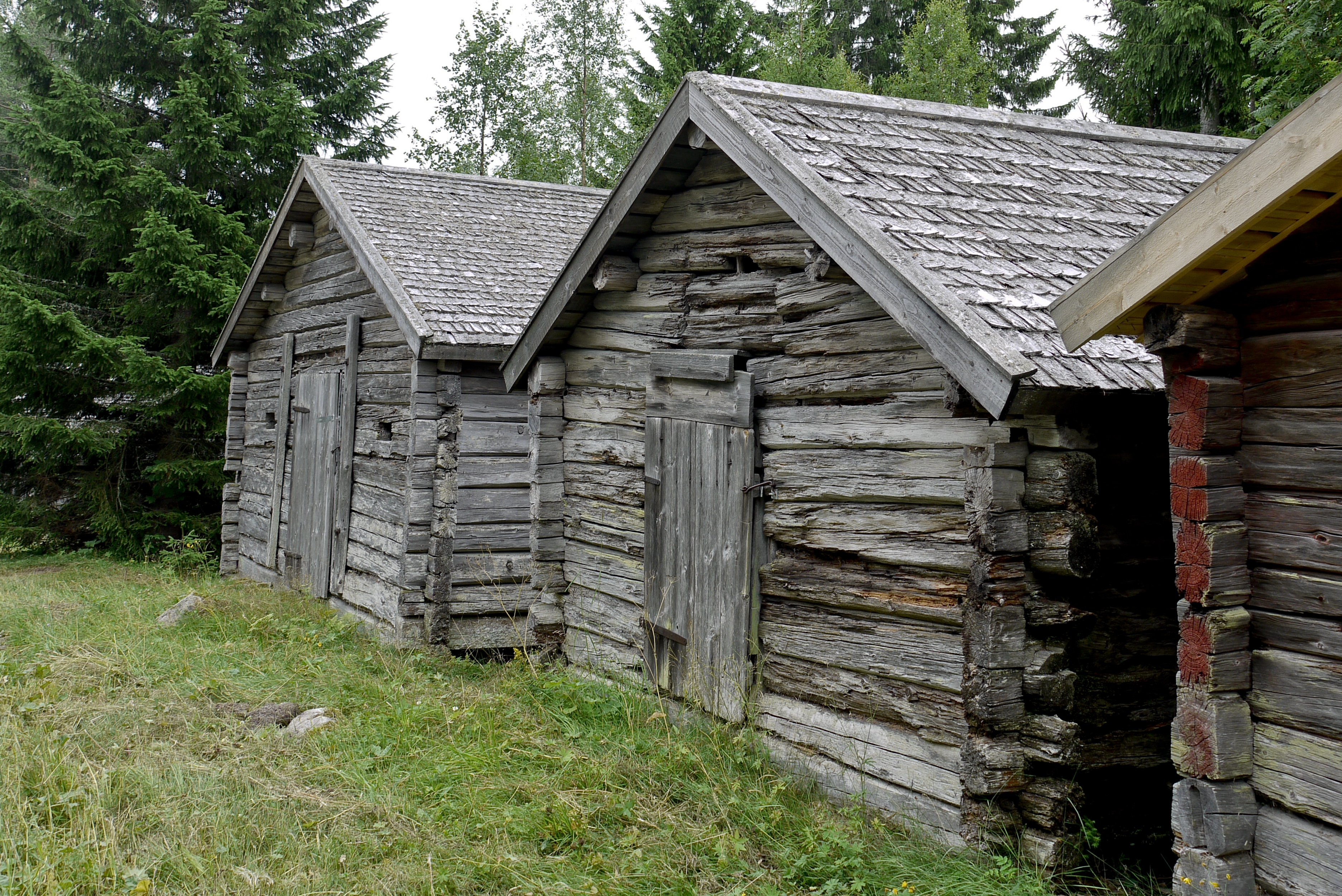
Gamla kyrkstallar.

- Strax intill kyrkan ligger Medelpads näst största gravfält.
- Två vägar kantade av kyrkstallar leder upp till kyrkan.